# Балада про принцесу
„Балада про принцесу“ (Балада за принцесата) е песен на украинската певица Руслана от дебютния ѝ албум „Мить весни. Дзвінкий вітер“. Песента е включена също така и в третия албум на певицата - „Найкраще“. Композитор на песента е самата Руслана, а текста е написан от Анна Кривута.
На 31 декември 1997 г. се състои премиерата на клипа на „Балада про принцесу“, който е и първият анимиран видеоклип в Украйна. Част от него е включена в коледната програма „Різдво з Русланою“ (Коледа с Руслана) на канал „1+1“.

## Версии на песента
| №  | Име                             | Време |
| -- | ------------------------------- | ----- |
| 1. | Балада про принцесу (саундтрак) | 4:57  |
| 2. | Балада про принцесу (remake)    | 5:01  |
| 3. | Балада про принцесу (Live)      | 4:17  |